# Matt Garza
Pour les articles homonymes, voir Garza.
Matthew Scott Garza (né le 26 novembre 1983 à Selma, Californie, États-Unis) est un lanceur droitier de la Ligue majeure de baseball. 
En 2010, il réussit le premier match sans coup sûr de l'histoire des Rays de Tampa Bay.

## Carrière

### Twins du Minnesota

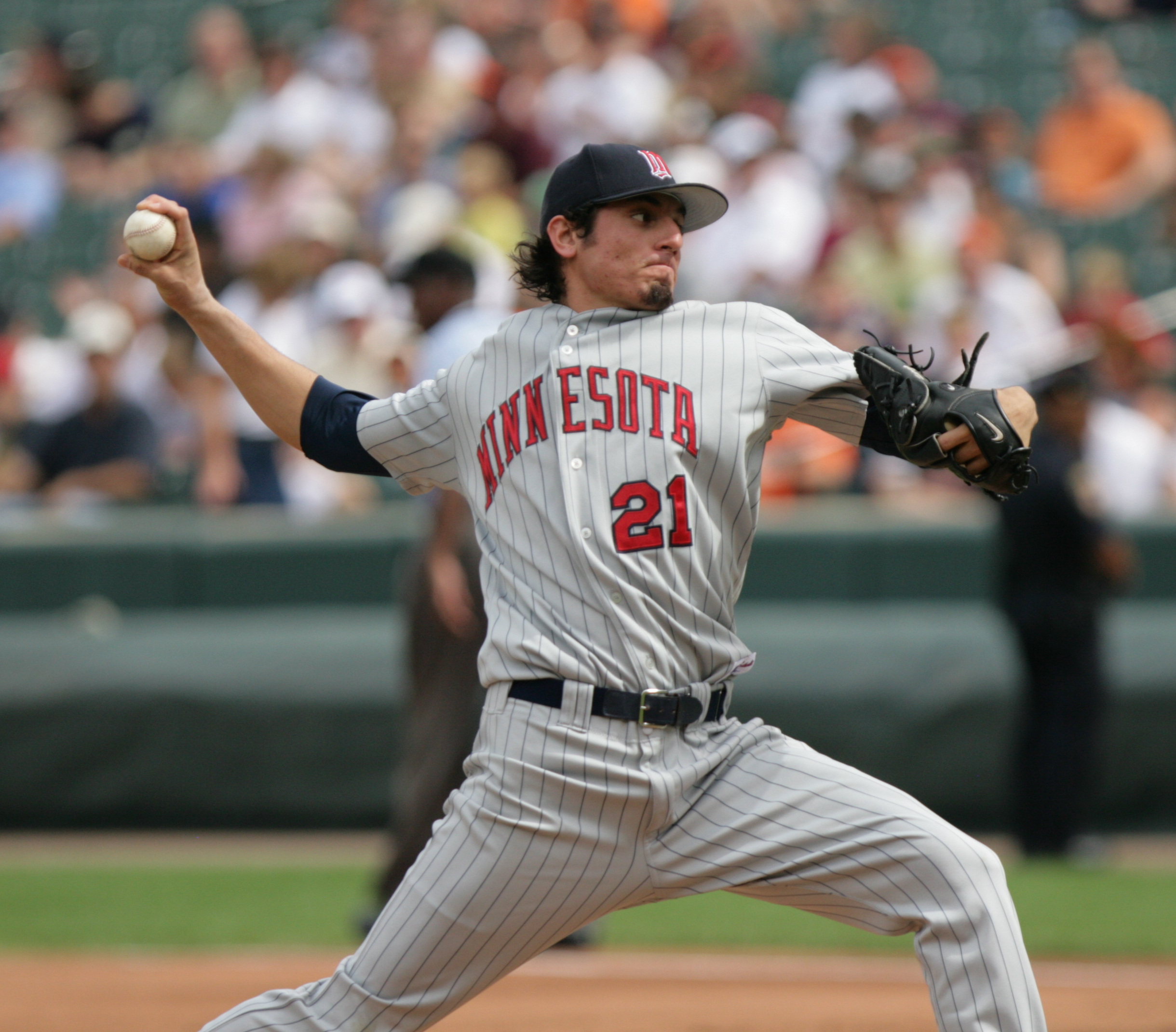
Garza en 2006 avec les Twins.

Après des études secondaires à la Washington Union High School de Fresno (Californie), Matt Garza suit des études supérieures à l'Université d'État de Californie à Fresno où il joue avec les Fresno State Bulldogs de 2003 à 2005. Il est repêché le 7 juin 2005 au premier tour de sélection (25e choix au total) par les Twins du Minnesota.
Après une saison en ligue mineure, Garza fait ses débuts en Ligue majeure le 11 août 2006 au Metrodome de Minneapolis contre les Blue Jays de Toronto. Crédité de la défaite, il remporte sa première victoire dans les grandes ligues à son troisième départ, le 23 août à Baltimore contre les Orioles. Il termine la saison avec trois gains et six revers en dix sorties, dont neuf départs, pour les Twins.
Intégré à la rotation de lanceurs partants des Twins en 2007, Garza remporte cinq décisions, contre sept défaites. Il abaisse à 3,69 sa moyenne de points mérités, qui était de 5,76 la saison précédente, tout en lançant davantage de manches qu'en 2006.
Garza est transféré chez les Rays de Tampa Bay le 28 novembre 2007. Il passe à l'équipe floridienne en compagnie de l'arrêt-court Jason Bartlett et du lanceur des ligues mineures Eduardo Morlan, alors que les Twins obtiennent des Rays les voltigeurs Delmon Young et Jason Pridie ainsi que le joueur d'avant-champ Brendan Harris.

### Rays de Tampa Bay

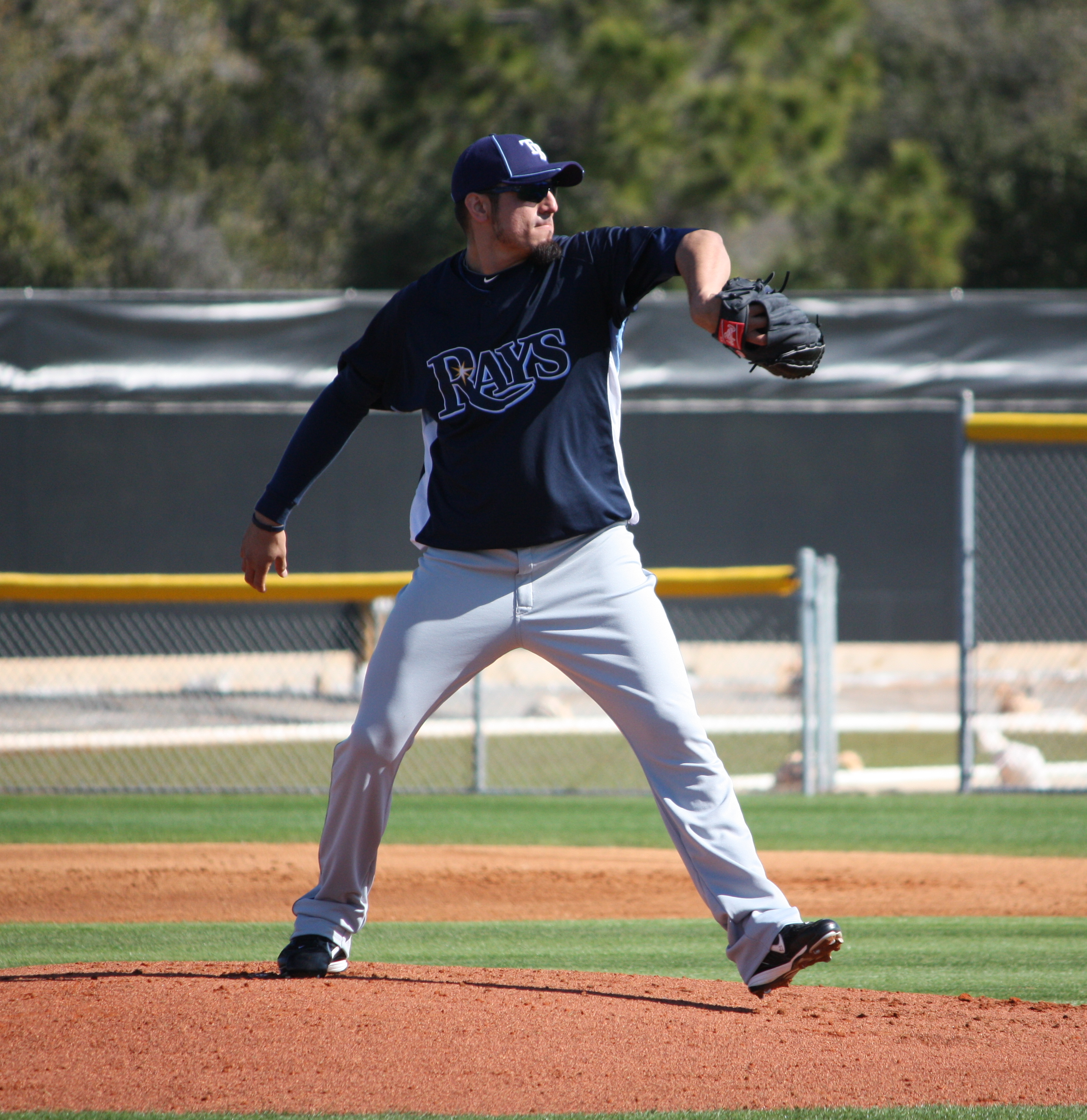
Garza à l'entraînement avec les Rays en 2010.

À Tampa Bay, Garza connaît en 2008 sa première saison victorieuse, alors qu'il remporte 11 parties contre neuf défaites, aidant son équipe à remporter le premier championnat de division de l'histoire de la franchise. Le 26 juin, alors que les Rays visitent les Marlins de la Floride, le droitier lance son premier match complet en carrière, l'un des trois qu'il réussit cette saison-là. Le 29 juillet, dans un gain de 3-0 de Tampa Bay à Toronto, il enregistre son premier jeu blanc. Il en réussit un second en août et termine d'ailleurs l'année co-meneur de cette catégorie dans la Ligue américaine. Il maintient une moyenne de points mérités de 3,70 en saison régulière, tout en ayant lancé une centaine de manches de plus qu'à sa dernière année chez les Twins. 
Matt Garza est nommé joueur par excellence de la Série de championnat de la Ligue américaine en 2008 après avoir remporté deux parties, dont le septième et ultime affrontement, contre les Red Sox de Boston. Il effectue un départ en Série mondiale contre les Phillies de Philadelphie mais n'est pas impliqué dans la décision lors de ce match perdu par Tampa Bay, qui s'inclinera finalement dans cette série.
Malgré un dossier victoires-défaites perdant de 8-12 lors de la saison 2009, le lanceur atteint un sommet personnel de 189 retraits sur trois prises.
En 2010, il aide à nouveau son club à décrocher la première place de la division Est avec un record personnel de 15 victoires, ce qui le place dans le top 10 de la Ligue américaine à ce chapitre.
Le 26 juillet 2010, alors que les Rays recevaient les Tigers de Detroit, Matt Garza devient le premier lanceur de l'histoire de la franchise à réussir dans un match sans point ni coup sûr. Dans la victoire de 5-0 des Rays, il n'accorde qu'un but-sur-balles. Le coureur ayant été retiré dans un double jeu, il affronte le minimum de 27 frappeurs adverses.

### Cubs de Chicago
Le 8 janvier 2011, Matt Garza passe aux Cubs de Chicago dans un échange impliquant huit joueurs. L'accompagnent à Chicago le voltigeur Fernando Perez et le lanceur gaucher Zac Rosscup. Les Rays obtiennent cinq joueurs : les voltigeurs Sam Fuld et Brandon Guyer, le receveur Robinson Chirinos, ainsi que deux jeunes athlètes ayant impressionné en ligues mineures, le lanceur droitier Chris Archer et le joueur d'arrêt-court Hak-Ju Lee.
Il remporte 10 victoires contre 10 défaites à sa première saison à Chicago avec sa meilleure moyenne de points mérités (3,32) en carrière. Il enregistre 197 retraits sur des prises en 198 manches au monticule.
En 2012, il alimente les rumeurs de transactions alors que les Cubs connaissent une difficile saison. Un échange ne vient pas, Garza se retrouvant éventuellement sur la liste des joueurs blessés. En 18 départs, il maintient une moyenne de points mérités de 3,91 en 103 manches et deux tiers lancées, remporte 5 victoires et subit 7 défaites.
En 2013, à sa dernière année de contrat à Chicago, Garza amorce 11 parties des Cubs et connaît une excellente première moitié de saison avec 6 victoires, une seule défaite, et une belle moyenne de points mérités de 3,17 en 71 manches lancées.

### Rangers du Texas
Le 22 juillet 2013, les Cubs de Chicago échangent Matt Garza aux Rangers du Texas contre le joueur de premier but Mike Olt et les lanceurs Justin Grimm, C. J. Edwards et Neil Ramirez. Il effectue 13 départs pour les Rangers mais ne poursuit pas sur la lancée amorcée à Chicago. Il encaisse 5 défaites contre 4 victoires et sa moyenne de 4,38 en 84 manches et un tiers lancées est plus élevée qu'à l'habitude. Il devient agent libre après ce bref séjour au Texas.

### Brewers de Milwaukee

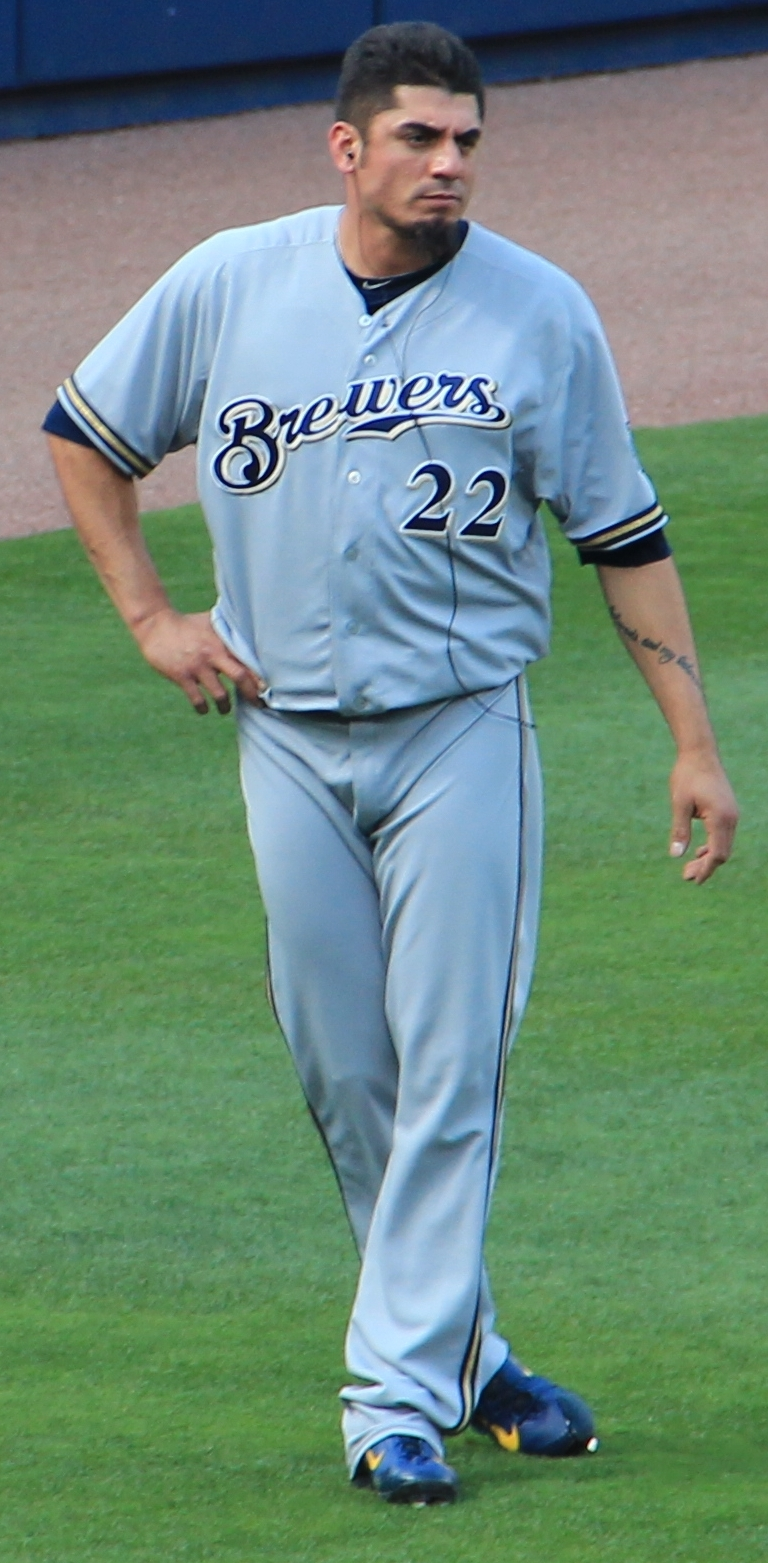
Garza avec les Brewers de Milwaukee en 2014.

Le 26 janvier 2014, Garza signe un contrat de 4 saisons avec les Brewers de Milwaukee.
Sa fiche est de 8 victoires et 8 défaites, avec une moyenne de points mérités de 3,64 en 27 départs et 163 manches et un tiers lancées à la première saison de son contrat avec Milwaukee en 2014.
Il connaît une mauvaise saison 2015, où il affiche une moyenne de points mérités de 5,63 en 148 manches et deux tiers. Au début septembre, les Brewers décident de le retirer de la rotation de lanceurs partants et de plutôt céder sa place à de jeunes lanceurs à l'essai pour le dernier mois de la saison. Il refuse alors d'être employé comme lanceur de relève, ne joue plus après le 5 septembre et, inutilisé, obtient à la mi-septembre la permission de quitter l'équipe pour rejoindre chez lui son épouse qui vient de donner naissance à des jumeaux.
Sa moyenne de points mérités se chiffre à 4,65 en 4 saisons à Milwaukee, avec 26 victoires et 39 défaites. 

## Statistiques
| Saison | Équipe    | G   | GS  | CG | SHO | V | D  | SV | IP    | SO  | ERA  |
| ------ | --------- | --- | --- | -- | --- | - | -- | -- | ----- | --- | ---- |
| 2006   | Minnesota | 10  | 9   | 0  | 0   | 0 | 3  | 6  | 50.0  | 38  | 5,76 |
| 2007   | Minnesota | 16  | 15  | 0  | 0   | 0 | 5  | 7  | 83.0  | 67  | 3,69 |
| 2008   | Tampa Bay | 30  | 30  | 3  | 2   | 0 | 11 | 9  | 184.2 | 128 | 3,70 |
| 2009   | Tampa Bay | 32  | 32  | 0  | 0   | 0 | 8  | 12 | 203.0 | 189 | 3,95 |
| 2010   | Tampa Bay | 33  | 32  | 3  | 1   | 1 | 15 | 10 | 204.2 | 150 | 3,91 |
| Totaux | Totaux    | 121 | 118 | 2  | 6   | 3 | 42 | 44 | 725.1 | 572 | 3,97 |

| Saison | Équipe    | G | GS | CG | SHO | V | D | SV | IP   | SO | ERA  |
| ------ | --------- | - | -- | -- | --- | - | - | -- | ---- | -- | ---- |
| 2008   | Tampa Bay | 4 | 4  | 0  | 0   | 2 | 1 | 0  | 25.0 | 25 | 3,96 |
| 2010   | Tampa Bay | 1 | 1  | 0  | 0   | 0 | 0 | 0  | 6.0  | 4  | 1,50 |
| Totaux | Totaux    | 5 | 5  | 0  | 0   | 2 | 1 | 0  | 31.0 | 29 | 3,48 |

Note : G = Matches joués ; GS = Matches comme lanceur partant ; CG = Matches complets ; SHO = Blanchissages ; 
V = Victoires ; D = Défaites ; SV = Sauvetages ; IP = Manches lancées ; SO = Retraits sur des prises ; ERA = Moyenne de points mérités.